# Фортеця (газета)
«Форте́ця+» — газета, що видається в Кам'янці-Подільському.

## Основні відомості про газету
Висвітлює події, що відбуваються в місті Кам'янець-Подільський, в Кам'янець-Подільському та Дунаєвецькому районах.
Виходить щочетверга. Головний редактор газети — Ірина Миколаївна Жуковська
Адреса редакції — Кам'янець-Подільський, вулиця Огієнка,22.
Свідоцтво про реєстрацію ХЦ №412. Виходить з грудня 1994 року.
Наклад: 4800.